# トゥルグート・レイス級装甲艦
| トゥルグート・レイス級装甲艦         | トゥルグート・レイス級装甲艦 |
| ------------------------------------ | --- |
| 竣役時の「バルバロス・ハイレディン」 | |
| 艦級概観                             | |
| 艦種                                 | 装甲艦 |
| 艦名                                 | 人名 |
| 前級                                 | アブデュル・カーディル |
| 次級                                 | スルタン・オスマン1世 |
| 性能諸元                             | |
| 排水量                               | 常備：10,013トン 満載：10,670トン |
| 全長                                 | 115.7m |
| 水線長                               | 113.9m |
| 全幅                                 | 19.5m |
| 吃水                                 | 7.8m |
| 機関                                 | ドイツ海軍式石炭・重油混焼水管缶12基 +三気筒三段膨張式レシプロ機関2基2軸推進 |
| 最大出力                             | 10,228hp |
| 最大速力                             | 16.0ノット |
| 航続距離                             | 10ノット/4,500海里 14ノット/2,200海里 |
| 燃料                                 | 石炭：650トン（常備） 1,050トン（満載） （1902にタール油：110トン） |
| 乗員                                 | 568名 |
| 兵装                                 | クルップ 28cm（40口径）連装砲2基 クルップ 28cm（35口径）連装砲1基 クルップ 10.5cm（35口径）単装速射砲8基 クルップ 8.8cm（35口径）単装速射砲8基 オチキス 3.7cm（40口径）単装機砲12基 45cm水上魚雷発射管6基                                                       |
| 装甲                                 | 鉄製 舷側：400mm（水線最厚部）、300mm（水線末端部） 甲板：60mm（水平部）、65mm（湾曲部） 主砲塔カバー： 120mm（前盾・側盾）、50mm（天蓋） 主砲バーベット部：300mm（甲板上部）、210mm（甲板下部） 副砲砲郭部：42mm（最厚部） 司令塔：300mm（側盾）、30mm（天蓋） |

トゥルグート・レイス級装甲艦（トゥルグート・レイスきゅうそうこうかん、Turgut Reis class Ironclad）はオスマン帝国海軍の砲塔装甲艦の艦級。本級の前身はドイツ帝国海軍の「ブランデンブルク級戦艦」であり、そのうち2隻を第一次世界大戦前にオスマン帝国がドイツから購入したものである。

## 概要

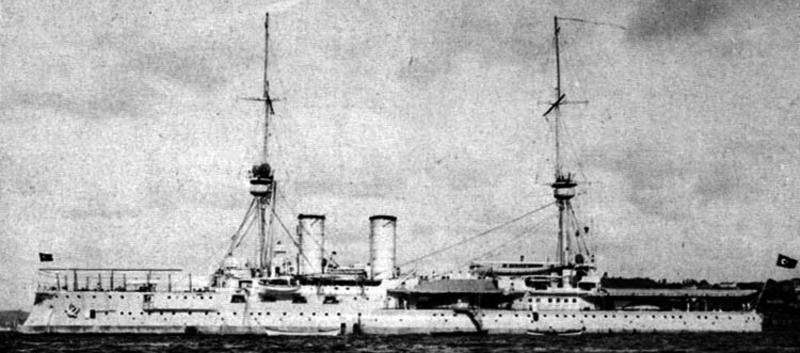
右舷から撮影された「トゥルグート・レイス」。

本級は、オスマン帝国海軍が沿岸部の防衛を主任務として使用することを目的に購入したもので、予算は国民からの寄付により、一隻あたり100万リラでドイツ帝国より購入された。
この当時のオスマン帝国海軍には老朽化した装甲艦しか存在せず、列強の前弩級戦艦に互角に戦える戦力はなかった。おりしも、オスマン帝国から独立した新興国ギリシャは列強の援助により着々とオスマン帝国海軍に対抗可能な海軍戦力を整備しており、1891年にはギリシャ海軍がフランスに発注した海防戦艦「イドラ級」3隻中の2隻がピレウスに到着していた。しかし、当時のオスマン帝国は極度の財政難で、新造艦の購入負担に耐えず、敵対国の増強に対しては既存の装甲艦をドイツ・イタリア等の造船所で近代化改装を行い、装甲巡洋艦程度の火力を持たせるのが精一杯だった。
その後、1908年に青年トルコ人革命が起き、成立した青年トルコ党政権は、老朽化した海軍を更新すべく、統一と進歩委員会の支援により国民から寄付を募り、ドイツ帝国から前弩級戦艦「ブランデンブルク級」のうち2隻を購入した。これが本級である。購入時点でイギリス海軍が建造した弩級戦艦「ドレッドノート」によって時代は弩級戦艦時代に入っており、前弩級戦艦ですらないブランデンブルク級は安価に購入することができた。本級は1902年から1905年にかけてオーバーホールを兼ねた近代化改装を受けており、旧式であるが物はしっかりしていた事もトルコにとって幸いであった。トルコに売却されたのは「クルフュルスト・フリードリヒ・ヴィルヘルム」と「ヴァイセンブルク」で、中でも「クルフュルスト・フリードリヒ・ヴィルヘルム」はブランデンブルク級の中でも旗艦設備を持っていた。1910年8月にトルコに到着してそれぞれ就役した。

## 艦形

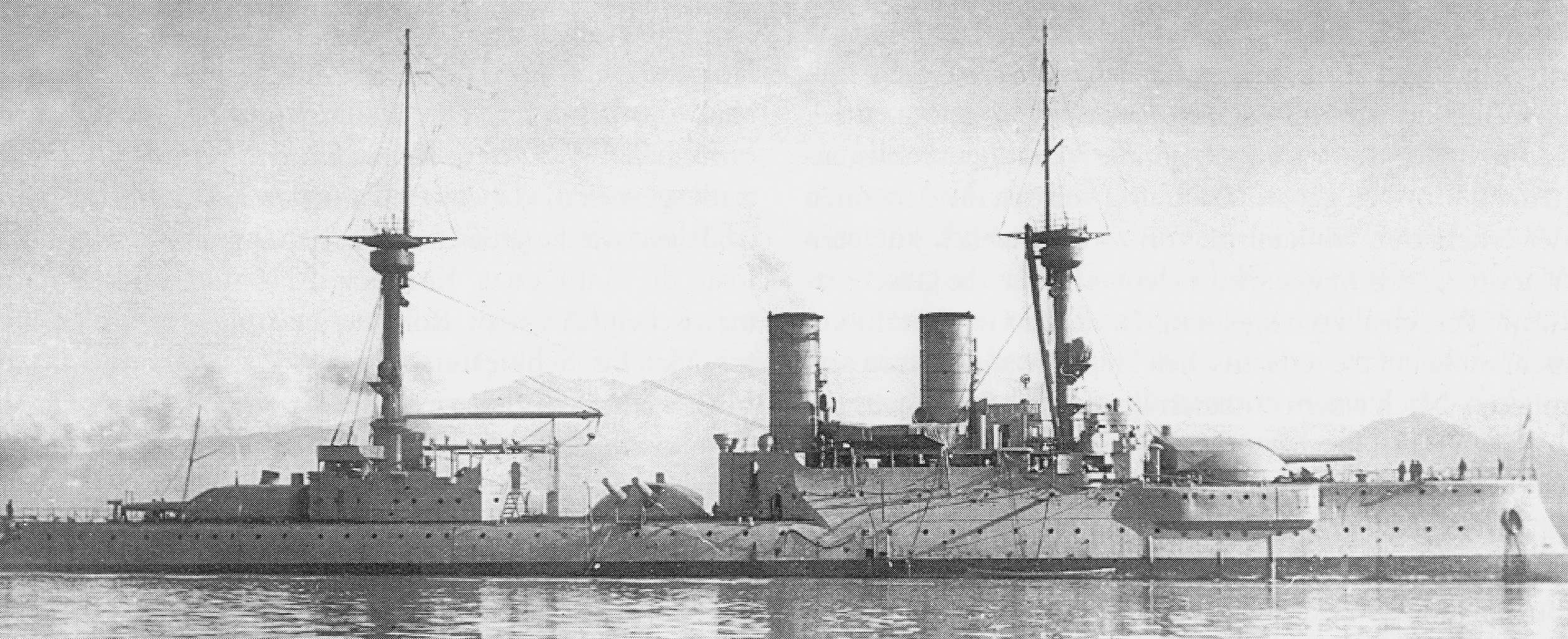
1915年に撮られた「トゥルグート･レイス」。

前身のブランデンブルク級戦艦は、フランスの造艦様式に範をとり、船体は顕著なタンブル・ホーム型の船体断面を有する船首楼型で、この船体中心線上に連装主砲3基を配置する基本配置としていた。購入後も大幅な改装はなく、艦形・基本配置はドイツ海軍時代と変わっていない。

## 武装

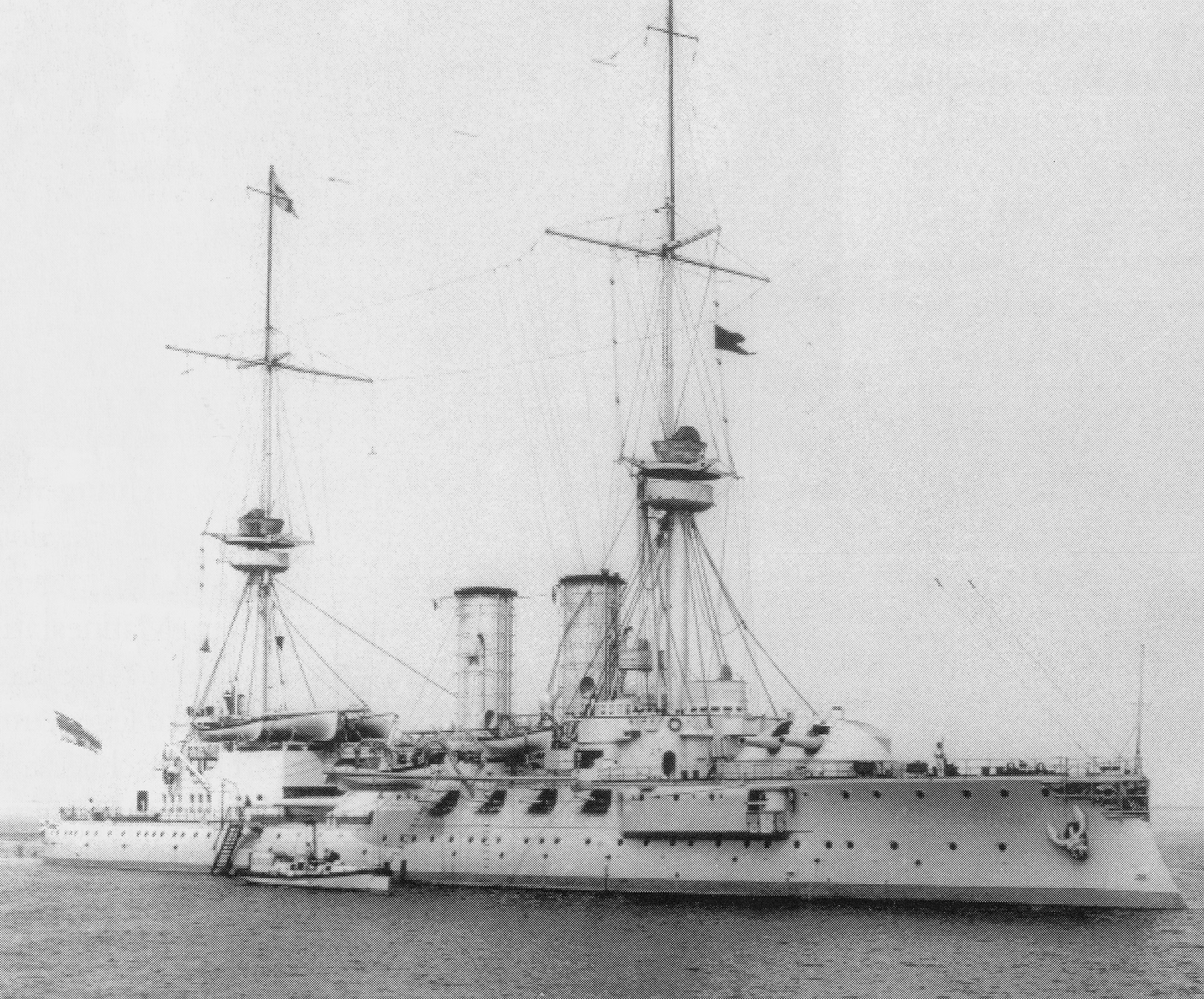
1910年に撮られた「クルフュルスト・フリードリヒ・ヴィルヘルム（後のバルバロス・ハイレッディン ）」艦橋側面から2番煙突側面にかけて開いた四角い砲門から副砲が出ている。ドイツ海軍時代に片舷3基だった副砲は片舷4基に増載された。

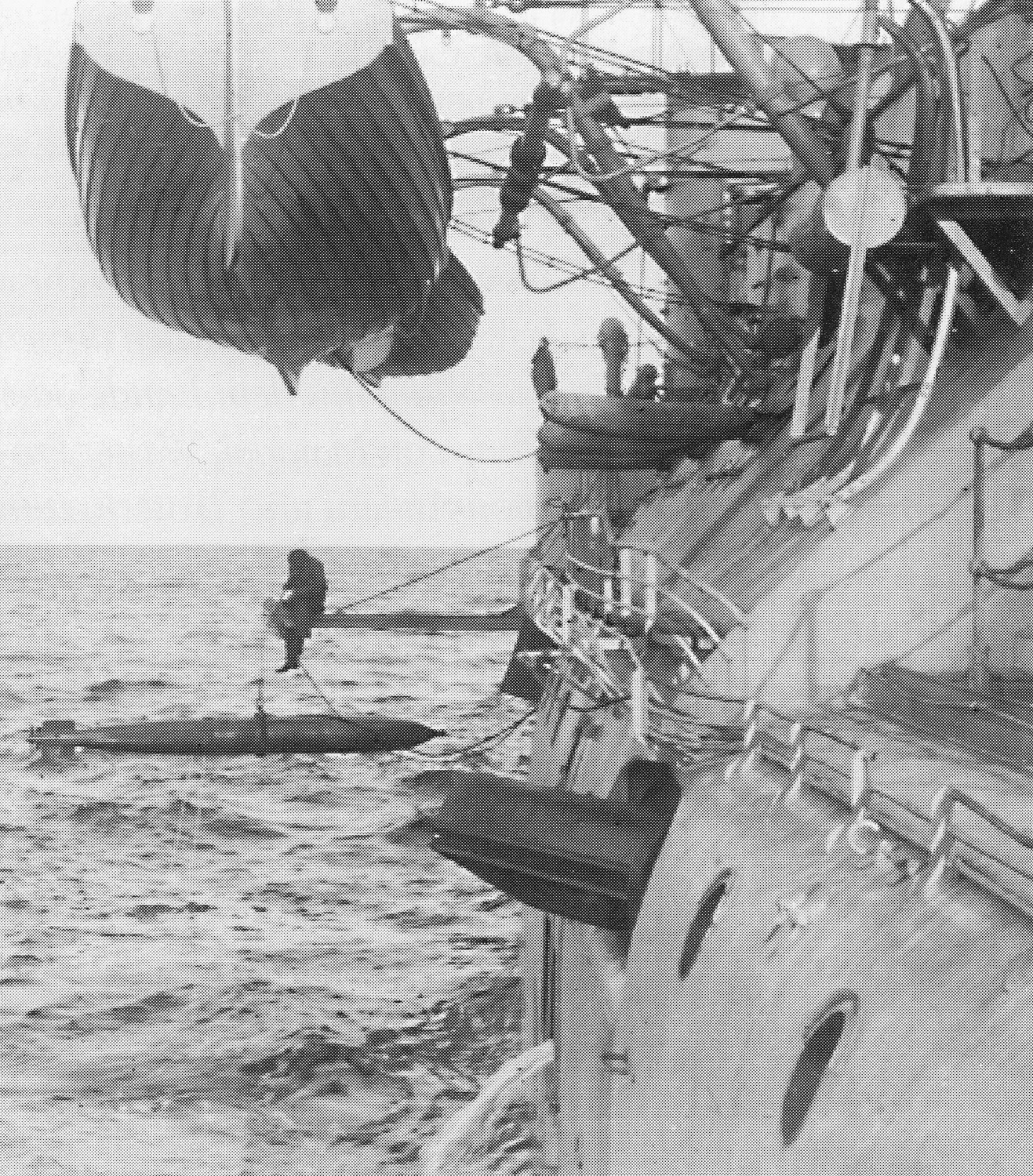
写真下部に写る魚雷発射管に魚雷を装填中の写真。艦載艇の下の砲門から防水布が巻かれた10.5cm副砲3基が見える。

本級の主砲は28cm40口径砲（1・3番主砲）及び28cm35口径砲（2番主砲）で、ドイツ海軍時代と同じである。
また、副砲は10.5cm35口径速射砲と8.8cm35口径速射砲、フランスのオチキス社のオチキス 3.7cm40口径機砲で、水雷兵装は45cm魚雷発射管6基である。これらも基本的にドイツ海軍時代の装備を踏襲している。
オスマン帝国海軍に就役後の1912年に、8.8cm速射砲2基と舷側の45cm魚雷発射管2門を撤去した。1916年に「トゥルグート・レイス」のみ10.5cm速射砲6基を撤去した。次いで1927年に8.8cm速射砲4基と艦首の45cm魚雷発射管1門を撤去した。

## 機関

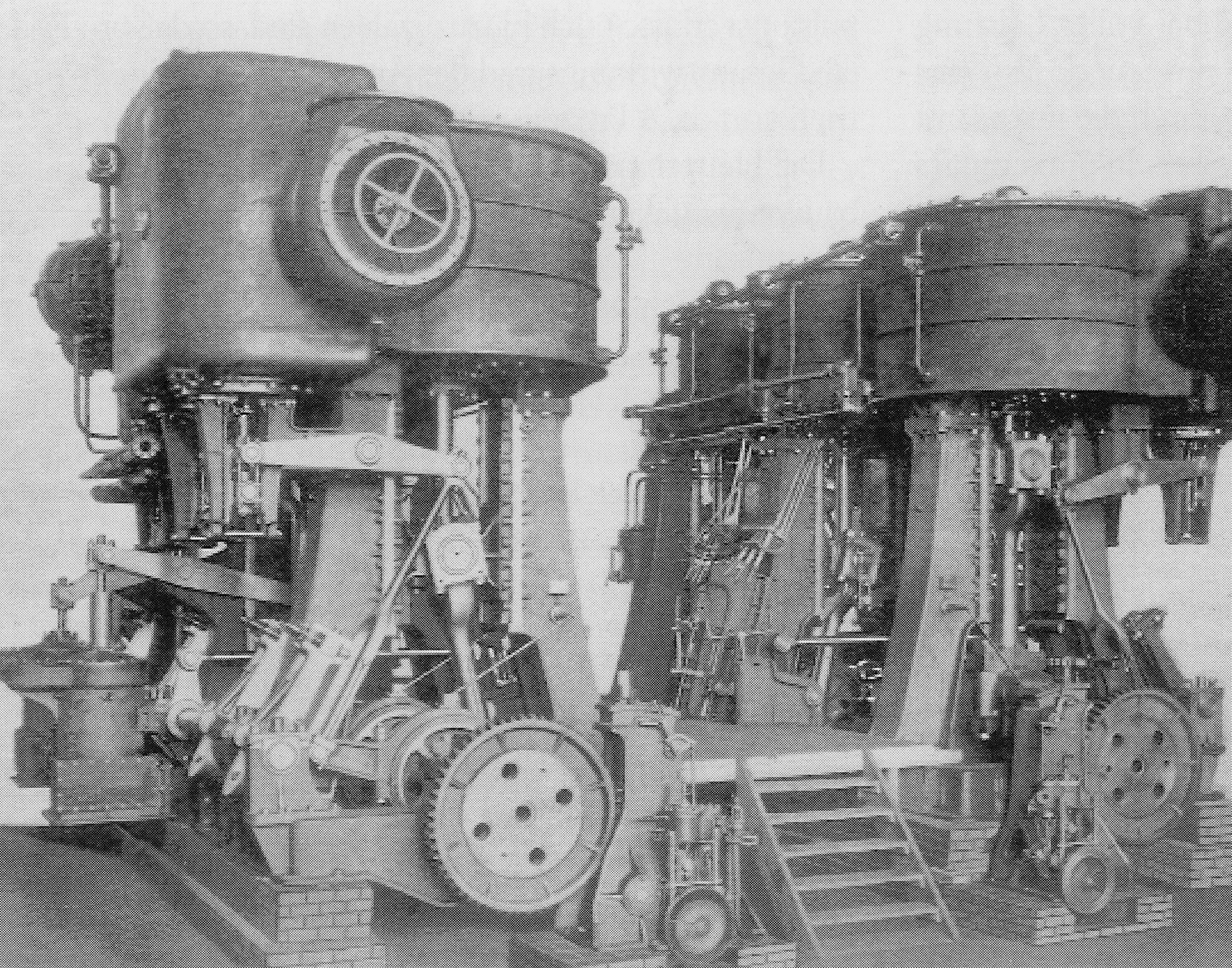
本級の推進機関である三段膨張式三気筒レシプロ機関の写真。

本級の機関部は基本的にドイツ海軍時代と変わっていない。主ボイラーはドイツ海軍式石炭・重油混焼水管缶12基であり、推進機関として直立型三段膨張式三気筒レシプロ機関2基を組み合わせ、2軸推進で最大出力10,228馬力、速力16.0ノットを発揮した。燃料消費量から石炭1,050トンとタール油110トンで速力10ノットで4,500海里を航行できる能力を持っていた。

## 艦体
前身のブランデンブルク級戦艦は、以前の海防戦艦時代から引き続きタンブル・ホーム型の船体断面形状を採用した。舵は主舵だけである。艦載艇置き場には蒸気艇2隻、ランチ2隻、カッター2隻、ジョリー2隻、ジンギー2隻、ピンネース1隻の計11隻の定数を載せられた。これら船体についても基本的にドイツ海軍時代と変わっていない。

## 防御

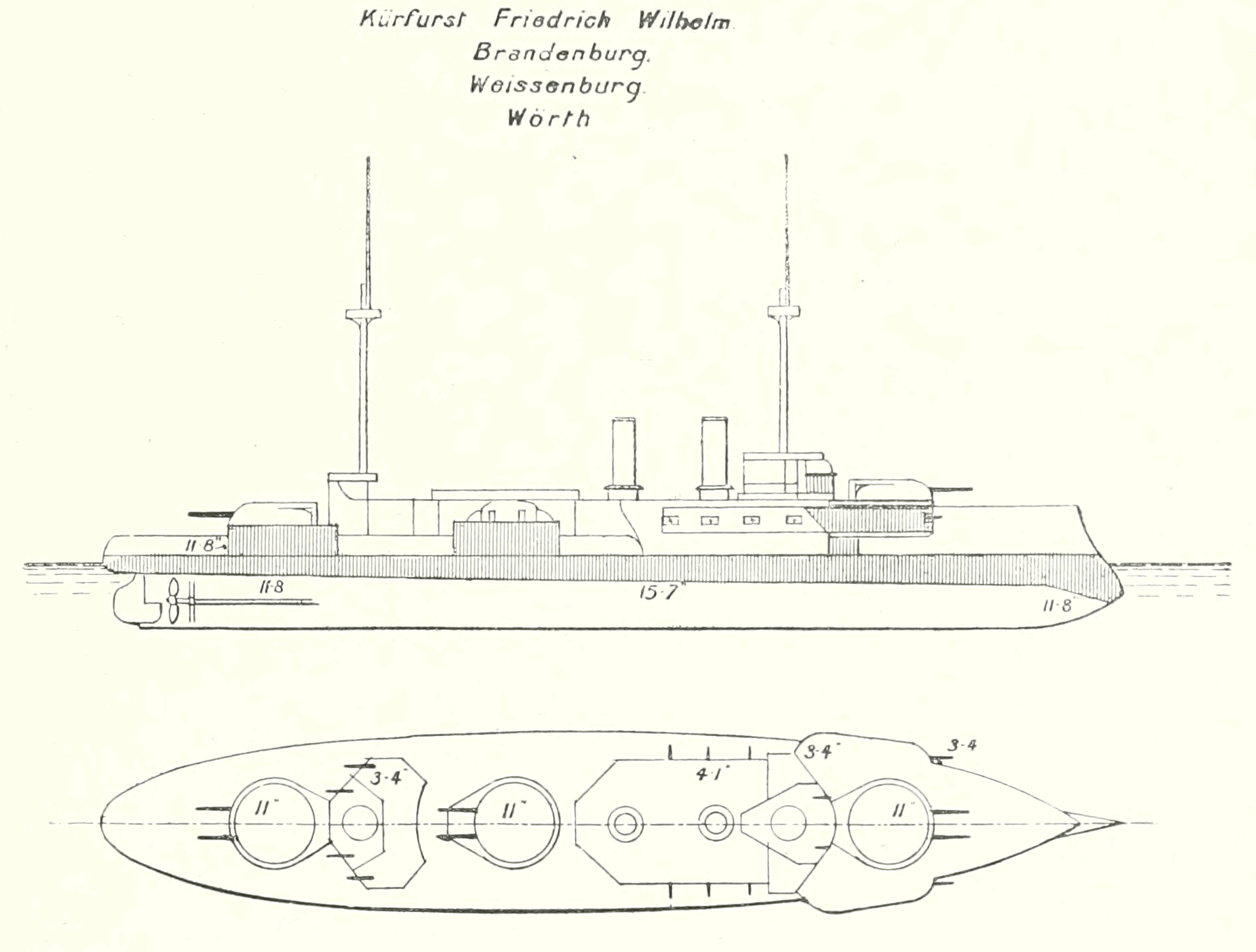
本級の武装・装甲配置を示した図。

前身のブランデンブルク級戦艦の装甲防御はフランス式を踏襲しており、水線下の8割以上を防御する全体防御を採用、ドイツ戦艦の伝統となった。なお、当時のドイツではニッケル鋼やクルップ鋼などの装甲板の製造に成功はしていたが、供給力不足であったために本級のうち「クルフュルスト・フリードリヒ・ヴィルヘルム」と「ヴァイセンブルク」のみクルップ鋼板が間に合わず水線部装甲の大部分はいまだ硬度と強度の異なる鉄板を張り合わせた複合装甲（コンパウンド･アーマー）で以降の「ブランデンブルク」「ヴェルト」からはクルップ鋼板を採用し倍以上の防御力を得た。このため、オスマン帝国に売却された2隻は防御能力が劣っていた。

## 艦歴

### 購入から第一次世界大戦まで

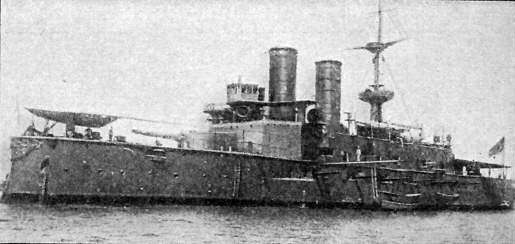
本級とともに訓練航海に出ていた装甲艦「メスディイェ」。1903年にイタリアで近代化改装を受けて15.2cm単装砲12基の装甲巡洋艦級の火力を有していた。

本級は、購入前の1901年の近代化改装で老朽化した機関の換装、副砲の2門増加、魚雷発射管の水面下移設等の改装を行っており、この状態で1910年8月にオスマン帝国海軍に購入された。
購入後の本級はトルコ艦隊に属したが、本級を戦力化するためには、全体に練度が充分とはいえない艦隊の中から数少ない訓練された下士官を引き抜かねばならず、戦力化には一層の努力が必要であった。しかし、購入翌年の1911年に勃発した伊土戦争によって本級は早くも戦乱に巻き込まれた。イタリアとの開戦時に本級を含むトルコ艦隊は、7月から慣熟訓練を兼ねて黒海を出て地中海で訓練航海に出ており、9月28日の時点ではベイルート近辺で行動中で、この訓練艦隊は装甲艦「トゥルグート・レイス」「バルバロス・ハイレッディン」「メスディイェ」、駆逐艦「バスラ」「サムスン」「タショズ」「ヤルヒッサル」と水雷艇「デミルヒッサル」からなっていた。この時にイタリア海軍はトリポリを確保するために3万の兵を輸送中であり、護衛艦隊と接触すればトルコ艦隊の敗北は必須であった。
幸いにも9月30日に本国からの警報を受信できた訓練艦隊はダーダネルス海峡に急行し、10月2日にはコンスタンティノープルに帰還して難を逃れる事ができた。しかし、優勢なイタリア海軍に対してトルコ艦隊は逼塞を強いられ、1912年10月にイタリアとの戦争が終結するまで本級は全く行動できなかった。

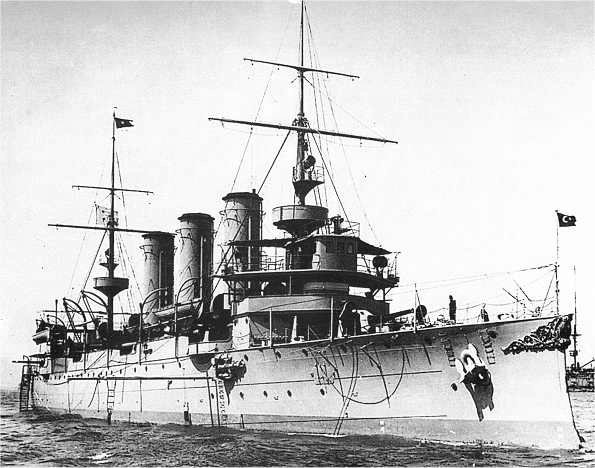
本級とともにバルカン戦争に参加した防護巡洋艦「ハミディイェ」。ブルガリア水雷艇からの雷撃を受けて大破したが練度の高い乗員の努力により応急処置が成功して撃沈は免れ、バルカン諸国との戦闘を生き抜いた。

1912年10月17日にバルカン同盟諸国との間でバルカン戦争が勃発すると、オスマン帝国艦隊はブルガリアに対して積極攻勢に出た。オスマン帝国海軍はギリシャ海軍を仮想敵として海軍を整備していたため、ギリシャより海軍力の劣るブルガリアに対しては優位に立つことができたのである。
オスマン帝国艦隊は10月19日にブルガリア沿岸部ヴァルナ（Варна）港に本級2隻と防護巡洋艦「ハミディイェ」「メジディイェ」と4隻の水雷艇を伴って艦砲射撃を敢行。ブルガリア海軍の水雷艇を撃退して、オスマン帝国艦隊は45発の砲弾を発射し、ブルガリア軍の塹壕線を破壊して士気の高揚を図った。続いて艦隊はカヴァルナに向かい、ブルガリア陸軍の物資補給所に艦砲射撃を行い、これも損害を与えた。この折に、港にいたブルガリア海軍の小型水雷艇2隻を捕獲した。この後、オスマン帝国艦隊はコンスタンティノープルに布陣した自国陸軍に対して支援行動を行った。
この時にブルガリア海軍の小型水雷艇4隻により防護巡洋艦「ハミディイェ」が雷撃を受けて大破した。意気に乗るブルガリアは陸軍で攻勢に出るが、本級を含むオスマン帝国艦隊はマルマラ海沿岸部から艦砲射撃を行い、敵軍の攻勢を挫いた。攻撃失敗により攻撃限界を迎えたブルガリア、セルビア、モンテネグロは12月3日にトルコと休戦協定を結んだ。これにより、オスマン帝国艦隊はギリシャ艦隊だけに戦力を集中することが可能となった。

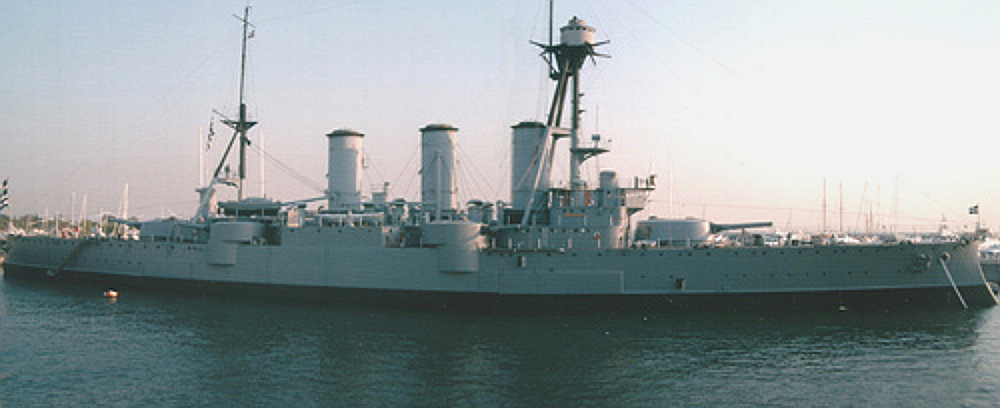
当時のギリシャ艦隊の主力艦であった「イェロギオフ・アヴェロフ」。排水量1万トンクラスながら23.4cm砲4門、19.1cm砲8門と言う侮れない火力を有していた。

ギリシャ艦隊は、10月18日から20日にかけ、ダーダネルス海峡封鎖を主目的としてリムノス島占領作戦を成功させていた。12月16日にオスマン帝国海軍によるギリシャ反攻作戦が開始され、本級の「トゥルグート・レイス」「バルバロス・ハイレッディン」2隻、装甲艦「アサル・テヴフィク」、防護巡洋艦「メジディイェ」及び駆逐艦4隻が出動した。これに対し、ギリシャ艦隊は旗艦「イェロギオフ・アヴェロフ」、イドラ級海防戦艦3隻及び駆逐艦4隻が迎撃に出動した。

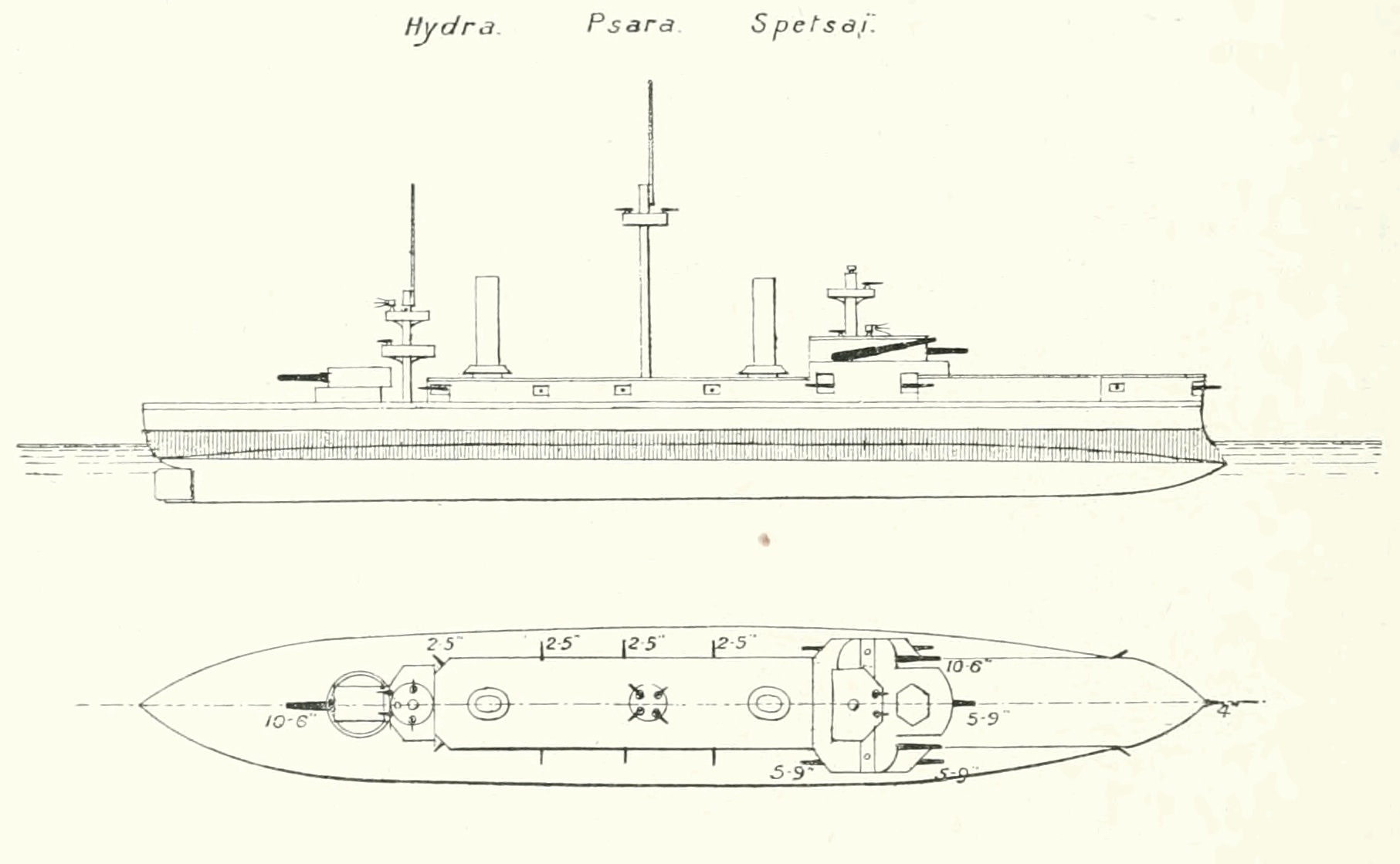
当時のギリシャ艦隊の主力艦であったイドラ級の艦形を示したイラスト。本級は27.4ｃｍ単装砲を前部に並列配置していたために前方向に火力の2/3を指向することが出来た。

オスマン帝国艦隊は9:50に射距離約1,4000mからギリシャ艦隊に向け射撃を開始した。一方、ギリシャ艦隊は速力に勝る旗艦の「イェロギオフ・アヴェロフ」と駆逐艦隊を先頭に配置し、低速のイドラ級3隻は並列配置の主砲配置を活かせる横列陣形を採り、必中を期して7,800mまで近づいてから応戦した。オスマン帝国艦隊が低速のイドラ級3隻と砲戦を行っている隙に高速の「イェロギオフ・アヴェロフ」は反対側に回り込んでオスマン帝国艦隊を両舷からサンドイッチして砲撃を開始した。この時点で劣勢を判断したオスマン帝国艦隊は9:50にダーダネルス海峡に向けて撤退を開始したが、練度に劣る艦隊はバラバラに散開してしまって味方艦同士で射界を制限し、接触の危険性もあり、各個撃破の格好となってしまった。この隙を突かれて「バルバロス・ハイレッディン」は後部甲板に命中弾を受けて、水兵5名が戦死した。その直後、3番主砲塔に直撃弾1発を受け、誘爆こそ無かったものの主砲の1/3が砲撃不能となった。機関室にも破片が進入し、損傷したボイラーから出火して炎上した。「トゥルグート・レイス」と「メジディイェ」にも被弾したが、小破程度で上部構造体が燃えた程度であった。この戦いでオスマン帝国艦隊は800発もの砲弾を発射したが、ギリシャ艦隊に対してこれといった損害は与えられず、3,000mまで接近した「イェロギオフ・アヴェロフ」に大口径砲弾1発を命中させたに留まり、装甲帯に弾き返されて損傷は与えるに至っていない。（エリの海戦）。
士気の低下を恐れたオスマン帝国艦隊は、損傷の浅かった「トゥルグート・レイス」と防護巡洋艦「メジディイェ」及び駆逐艦4隻によりダーダネルス海峡突破を狙ったが、ギリシャ艦隊が行動中であるのを発見し、撤退した。

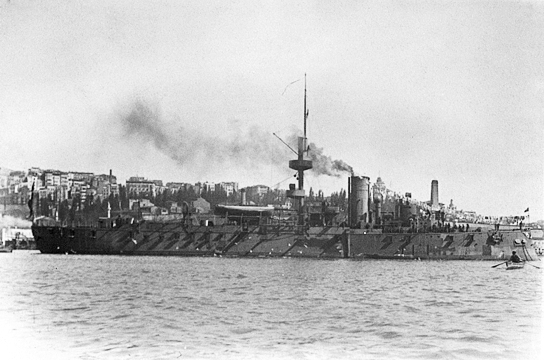
本級とともにバルカン戦争に参加した装甲艦「アサル・テヴフィク」。1903年から1906年にかけてドイツで近代化改装を受けて15cm単装砲3門・12cm単装砲7基の装甲巡洋艦級の火力を有していた。

続くレムノスの海戦では、ラムシ・ベイ大佐に率いられてダーダネルス海峡を渡ったオスマン帝国艦隊「トゥルグート・レイス」「バルバロス・ハイレッディン」と防護巡洋艦「メジディイェ」「ハミディイェ」と駆逐艦と水雷艇計13隻が、レムノス島まで13マイルの地点でギリシャ艦隊に迎撃された。ギリシャ艦隊旗艦「イェロギオフ・アヴェロフ」を発見したオスマン帝国艦隊は退却を試みたが、前回と立場が変わり、今度は長距離砲撃を受けたオスマン帝国艦隊は撤退するもギリシャ艦隊は追撃を採り、約2時間後には「イェロギオフ・アヴェロフ」に5,000mまで接近された。オスマン艦隊は友軍のダーダネルス要塞の射程まで敗走した。この戦闘で、主力艦「バルバロス・ハイレッディン」と「トゥルグート・レイス」は激しく炎上し、「バルバロス・ハイレッディン」は2番主砲塔が使用不能となり、同じく「トゥルグート・レイス」も砲塔1基が破壊された。さらに装甲艦「アサル・テヴフィク」も大破し、オスマン側の人的被害は戦死31名、負傷者82名を数えた。オスマン艦隊は大小砲弾合わせて800発を放ったが、ギリシャ艦隊にはほとんど被害はなく、1名が重傷を負っただけであった。
1913年2月8日にオスマン帝国艦隊は輸送船で陸軍の上陸作戦を支援した。「バルバロス・ハイレッディン」「トゥルグート・レイス」に数隻の巡洋艦で、砲兵隊を海上から沿岸部の1kmにかけて援護射撃を行い、陸軍の左翼を支えたが、オスマン帝国陸軍が攻め切れず撤退を開始した。ブルガリア陸軍は反撃に出たが、その先を「バルバロス・ハイレッディン」からの艦砲射撃により挫かれて反撃は失敗した。この戦いで「バルバロス・ハイレッディン」は10.5cm副砲と8.8mm対水雷艇砲合わせて180発から250発を消費した。
1913年3月に再びオスマン帝国艦隊はatalca守備隊への支援を再開し、3月26日に「バルバロス・ハイレッディン」は28cm主砲と10.5cm副砲を用いて艦砲射撃を行った。「トゥルグート・レイス」は3月30日に、撤退中のブルガリア陸軍を攻撃するオスマン帝国陸軍左翼へ支援砲撃を行った。オスマン帝国軍の進軍は野戦砲と「バルバロス・ハイレッディン」の火砲により後押しされ、日暮れまでに約1,500mの進軍距離を得た。

## 第一次世界大戦から解体まで

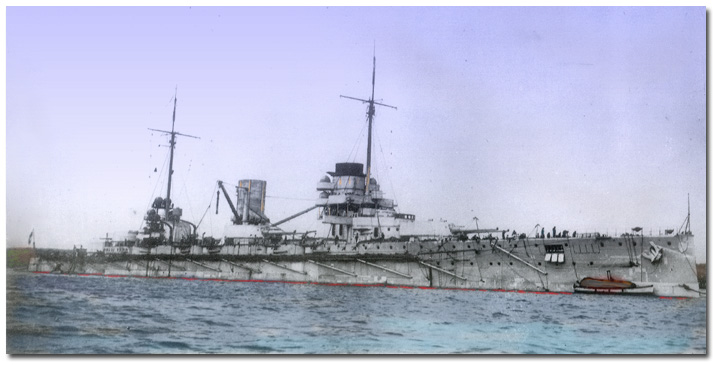
ドイツより購入した巡洋戦艦「ゲーベン」改め「ヤウズ･スルタン･セリム」。

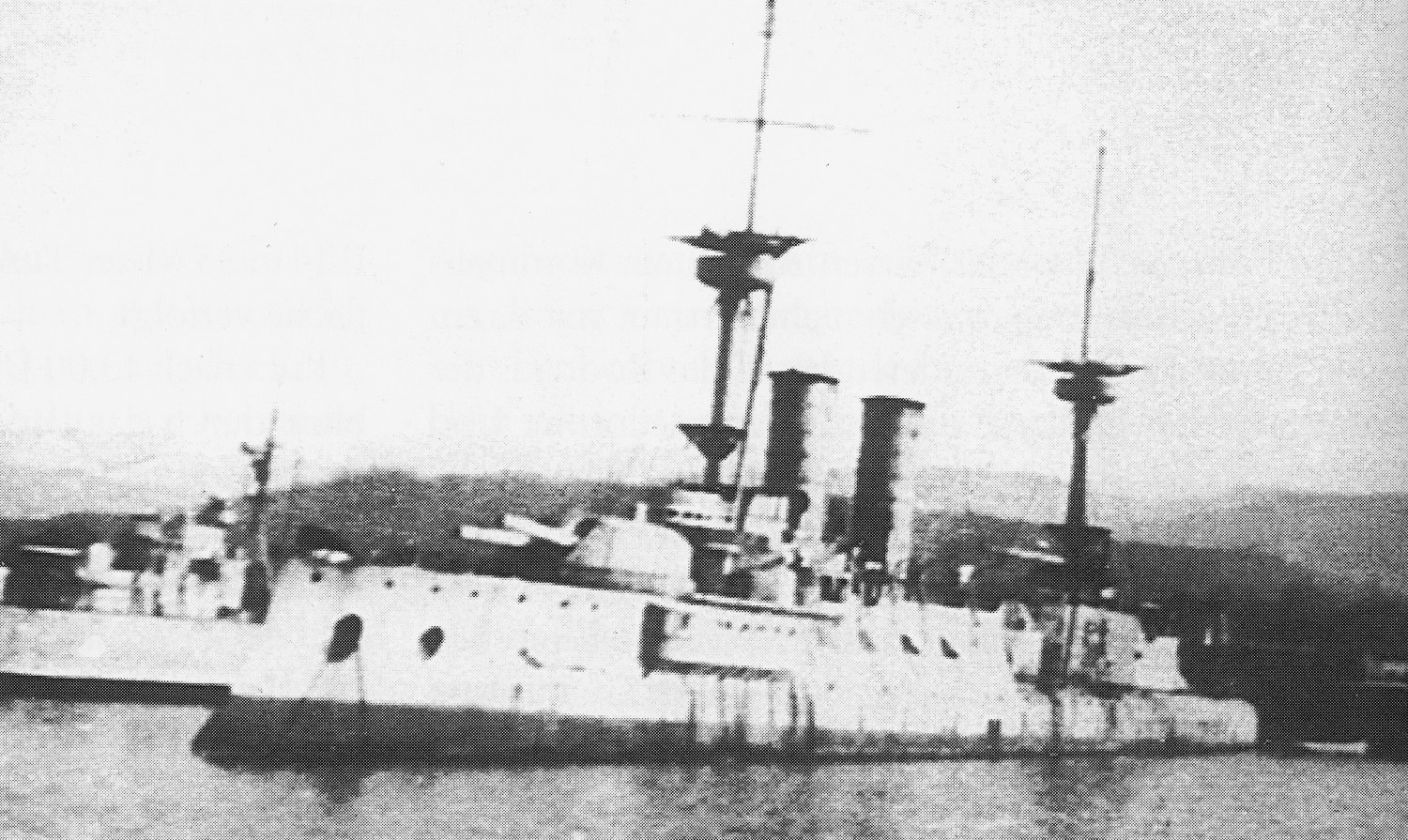
1930年代に撮られた「トゥルグート･レイス」。背後に見えるのはコジャテペ級駆逐艦。

第一次世界大戦勃発時には、ドイツから譲渡・改名された巡洋戦艦「ヤウズ･スルタン･セリム」が加わり、これと並んで本級2隻は依然としてオスマン帝国海軍の貴重な大口径砲艦であった。この頃にはイギリス人によって運用されていた工廠設備はドイツ人に取って代わられ、ハード･ソフト共にバルカン戦争のころとは比べ物にならない程に整備能力が向上した。しかし、本級2隻はこの頃は度重なる老朽化により速力は10ノット程度に低下しており、海防戦艦程度の役割しか与えられていなかった。

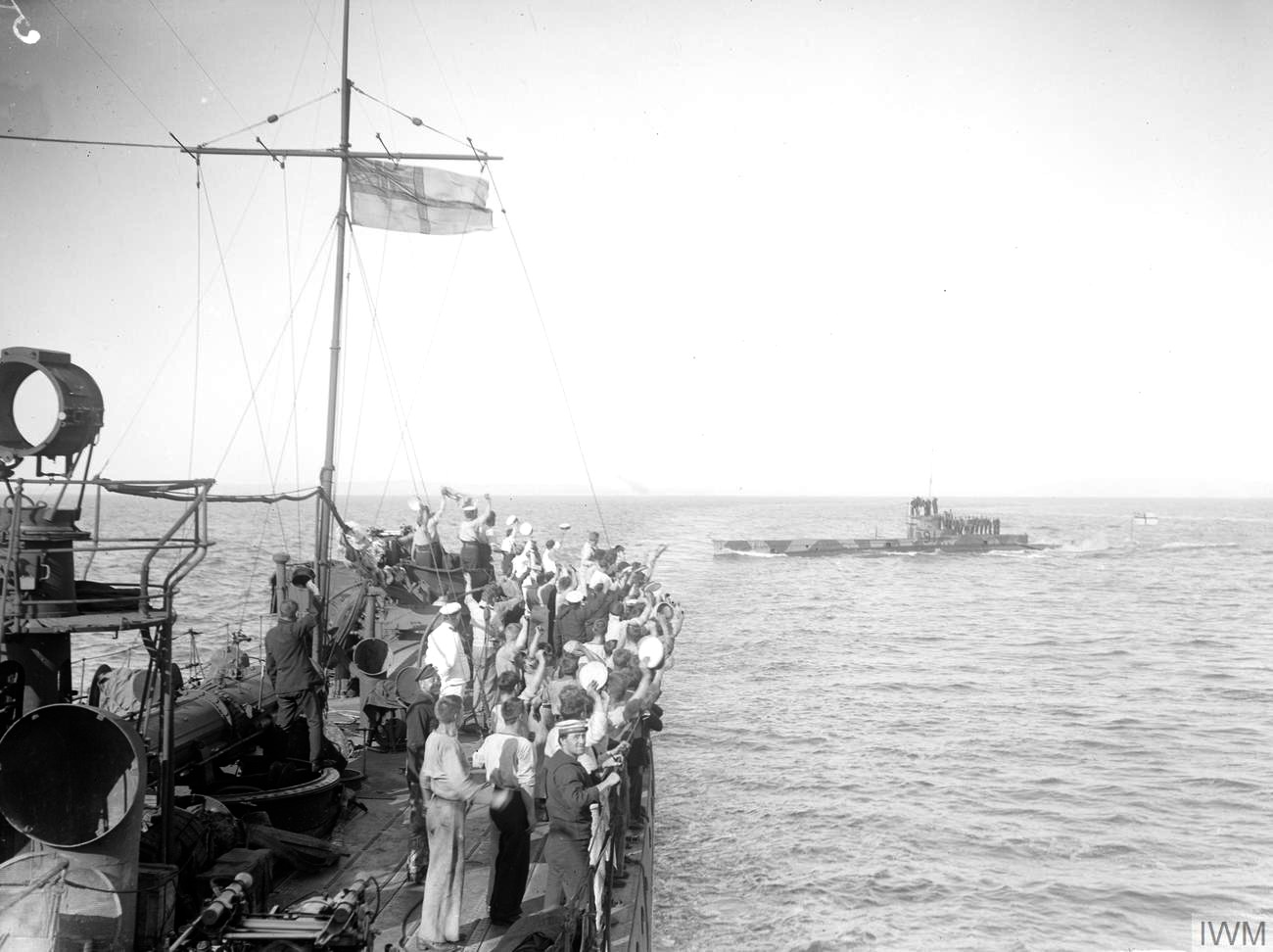
「バルバロス・ハイレッディン」を撃沈したイギリス海軍潜水艦「E-11」。

1915年8月15日にマルマラ海で哨戒任務中だった「バルバロス・ハイレッディン」はイギリス海軍潜水艦「E-11」の雷撃を受けて撃沈され、253名の貴重な海軍将兵が失われた。一方、「トゥルグート･レイス」は幸運に見守られていた。

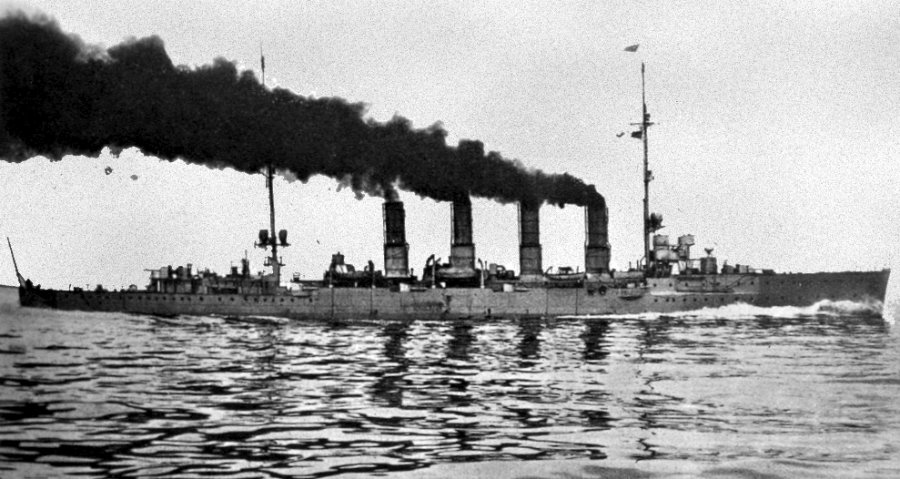
ドイツより購入した軽巡洋艦「ブレスラウ」改め「ミデッリ」。写真は「ブレスラウ」時代。

大戦末期、「トゥルグート･レイス」は、1918年1月20日の作戦で触雷・座礁した巡洋戦艦「ヤウズ･スルタン･セリム」の救助の任に当たった。
1918年1月20日に実施された巡洋戦艦「ヤウズ･スルタン･セリム」と「ミディッリ」のダーダネルス海峡襲撃は、連合軍の不意を突く作戦であった。しかしながら、海峡外に構築されていた連合軍の機雷原により「ヤウズ･スルタン･セリム」が触雷してしまった。幸いにも致命傷には至らず、オスマン帝国艦隊の作戦は続行され、艦隊はインブロス島に停泊していたイギリス海軍のモニター「ラグラン（HMS Raglan）」と「M28（en:HMS M28）」への砲撃を行い、撃破した。次いで、島にあった連合軍の無線所や灯台を砲撃し破壊した。攻撃を終えたオスマン帝国艦隊は海峡に引き返し帰還を開始したが、この時に島を大回りで回ったために再び連合軍の機雷原に踏み込んでしまった。この時は「ミディッリ」が触雷し、航行不能となって漂流した。「ミディッリ」艦長は浸水を抑えるために後進をかけたが、これにより抜けたはずの機雷原に再び進入してしまい、合計4発を触雷し沈没した。この時、「ミディッリ」の救助を行おうとした「ヤウズ･スルタン･セリム」ももう1発の機雷に触雷し、大破した。このため、主力艦の喪失を恐れた同艦の艦長は、「ミディッリ」乗員の救助を駆逐艦に任せて撤退を開始する。しかし、島の襲撃に対して連合軍側の駆逐艦が到着したためにオスマン帝国の駆逐艦隊も撤退せざるを得なくなり、「ミディッリ」の生存乗員は連合軍側の駆逐艦により救助され、捕虜となってしまった。この後「ヤウズ･スルタン･セリム」は撤退中に機雷原に再度踏み込んでしまい、3発目の機雷に触雷した。度重なる浸水により吃水の増加した同艦は海峡内で操舵を誤り、浅瀬に座礁して行動不能となった。この直後にはオスマン帝国側にも連合軍側にも同艦を離礁させ救出あるいは捕獲する戦力がない状態であった。
「ヤウズ･スルタン･セリム」の救助には「トゥルグート･レイス」があたることとなった。1月26日に到着した「トゥルグート･レイス」は、浅瀬に横たわる「ヤウズ･スルタン･セリム」の艦首に対し、艦尾から接近して曳航索を繋ぎ、本艦のスクリューが発生させる水流を「ヤウズ･スルタン･セリム」の艦首が刺さった砂州にぶつけて砂を押し流した。この「トゥルグート･レイス」の救助活動により「ヤウズ･スルタン･セリム」は離礁に成功し、コンスタンティノープルへ撤退することができた。
第一次大戦後は他の主要艦艇とともに一時連合国側の管理下に置かれた。その後セーヴル条約に基づくオスマン帝国の軍備制限によって連合国の戦利艦となることとされたが、同条約は最終的に批准されず、本艦を含む艦艇の引渡しは行われなかった。そしてローザンヌ条約によりトルコの軍備保持が認められたことから、本艦は「ヤウズ･スルタン･セリム」と共に新生トルコ海軍の戦力として使用されることとなった。第一次世界大戦の時点でも既に旧式化していた艦ではあったが、1933年まで現役にあり、以後も1950年代まで練習艦として使用された。その後除籍され、1953年に解体処分された。

## 同型艦
トゥルグート･レイス
フルカン社ステッティン造船所で「ヴァイセンブルク（SMS Weißenburg）」として1890年5月起工、1891年12月14日進水、1894年10月14日竣工。1900年から1901年にかけてドイツ東洋艦隊に所属。ヴィルヘルムスハーフェン工廠で1902年から1903年にかけて近代化改装。1907年に除籍。1910年にオスマン帝国海軍に売却され「トゥルグート・レイス」と改名されて就役。バルカン戦争と第一次世界大戦に参加。1924年から1925年にかけて第二次近代化改装を実施。1933年以降練習艦として再就役。1950年に除籍後、1953年に解体処分。
「トゥルグート・レイス」の名は、16世紀中頃に地中海で活躍したオスマン帝国海軍の提督であり、海賊でもあったトゥルグート・レイスに因む。
バルバロス・ハイレッディン
ヴィルヘルムスハーフェン工廠で「クルフュルスト・フリードリヒ・ヴィルヘルム（SMS Kurfürst Friedrich Wilhelm）」として1890年3月に起工、1891年6月30日に進水、1894年4月29日に竣工。1900年から1901年にかけてドイツ東洋艦隊に所属。ヴィルヘルムスハーフェン工廠で1904年から1905年にかけて近代化改装。1907年に除籍。1910年9月12日にオスマン帝国海軍に売却され「バルバロス・ハイレッディン」と改名されて就役。バルカン戦争に参加。第一次世界大戦中の1915年にマルマラ海にて行動中、8月15日にイギリス海軍の潜水艦「E-11」の雷撃を受けて撃沈され253名が失われた。

## 参考図書
- 「Conway All The World's Fightingships 1860-1905」（Conway）
- 「世界史リブレット　小松香織著　オスマン帝国の近代と海軍」(山川出版社)2004年2月出版
- 「山川歴史モノグラフ　小松香織著　オスマン帝国の海運と海軍」(山川出版社)2002年11月出版
- 「世界の艦船 増刊第26集　ドイツ戦艦史」(海人社)